# Kings of Crime
Kings of Crime è una docu-fiction italiana condotta da Roberto Saviano incentrata su potenti boss mafiosi e figure di spicco del crimine nazionale ed internazionale. La prima stagione è stata trasmessa a partire dal 4 ottobre 2017, mentre la seconda è stata trasmessa a partire dal 14 novembre 2018. Entrambe sono state trasmesse in prima serata dalla rete televisiva Nove.

## Il programma
Nella prima stagione la trasmissione, articolata su 4 puntate, racconta le biografie dei boss della mafia e della criminalità organizzata Paolo Di Lauro (per la camorra), El Chapo (per il narcotraffico messicano) e Antonio Pelle (per la 'ndrangheta) e si conclude con una intervista assolutamente inedita al collaboratore di giustizia Maurizio Prestieri.
Ogni episodio vede Saviano tenere una lezione in un’aula universitaria dell’Alma Mater di Bologna. Le storie, narrate dallo stesso Saviano, sono arricchite da documenti audio-video - perlopiù inediti - che ne testimoniano i passaggi principali.
Nella seconda stagione della trasmissione, Saviano incontra Felice Maniero (per la Mala del Brenta), i figli della giornalista maltese Daphne Caruana Galizia, e Joe Pistone, alias Donnie Brasco, ex agente dell’FBI. 

## Ascolti
| Episodio n°   | Prima TV        | Telespettatori  | Share     |
| ------------- | --------------- | --------------- | --------- |
| 1-2           | 4 ottobre 2017  | 381.000 411.000 | 1,5% 2,1% |
| 3             | 11 ottobre 2017 | 354.000         | 1,4%      |
| 4             | 18 ottobre 2017 | 443.000         | 1,7%      |
| Media auditel | Media auditel   | 397.250         | 1,67%     |